# Egyptisch legerstadion
Het Egyptisch legerstadion (Egyptisch-Arabisch: ستاد الجيش المصري بالسويس) is een multifunctioneel stadion in Suez, een stad in Egypte. Tussen 2009 en 2011 heette dit stadion Mubarak Internationaal Stadion, maar dat werd veranderd na de Egyptische Revolutie van 2011 en het afzetten van Hosni Moebarak. 
Het stadion wordt vooral gebruikt voor voetbalwedstrijden. In 2009 werd het gebruikt voor het Wereldkampioenschap voetbal onder 20 van 2009. Er werden toen 6 groepswedstrijden, 2 achtste finales en 2 kwartfinales gespeeld. In het stadion is plaats voor 45.000 toeschouwers. Het stadion werd geopend in 2009.